# Walter Kreppel
Walter Kreppel (3. Juni 1923 in Nürnberg – 18. Oktober 2003 in Wien) war ein deutscher Opernsänger (Stimmlage: Bass), der dreizehn Jahre dem Ensemble der Wiener Staatsoper angehörte und auch in London, San Francisco, Salzburg und Bayreuth gastierte. Er galt als Publikumsliebling.

## Leben, Werk
Kreppel absolvierte seine Gesangsausbildung am Konservatorium seiner Heimatstadt und debütierte 1945 als Tommaso in d’Alberts Tiefland am Nürnberger Stadttheater. Es folgten Engagements an kleineren und mittleren Bühnen – in Würzburg, Heidelberg und Gelsenkirchen – sowie jeweils drei Spielzeiten in Hannover (1953–1956) und Frankfurt am Main (1956–1959). In diesen Jahren konnte sich Walter Kreppel ein breites Repertoire erarbeiten.
Im April 1956 debütierte der Sänger an der Wiener Staatsoper – als Ramphis in Verdis Aida. 1959 wurde er an die Bayerische Staatsoper in München verpflichtet, 1960 wurde er Ensemblemitglied der Wiener Staatsoper, an welcher er von seinem Debüt bis 1974 in 37 Partien an 727 Abenden auftrat. Seine Paraderolle war der Sarastro in Mozarts Zauberflöte, den er an der Wiener Staatsoper 130-mal verkörperte, gefolgt vom Kontur im Don Giovanni (85-mal) und vom Rocco in Beethovens Fidelio (56-mal). Walter Kreppel bewährte sich sowohl im italienischen Fach, als auch im deutschen. Neben den Ramphis war er an der Staatsoper in weiteren fünf Verdi-Partien zu sehen und zu hören – als Pater Guardian in La forza del destino, als Sparafucile im Rigoletto, als Fiesco in Simon Boccanegra, als Philipp II. und als Großinquisitor in Don Carlo. Zu seinen Wagner-Partien zählten Daland, Landgraf, Heinrich der Vogler, König Marke, Veit Pogner und Gurnemanz sowie im Ring des Nibelungen Fasolt und Fafner, Hunding, Wanderer und Hagen. Weitere Rollen im deutschen Fach waren der Caspar in Webers Freischütz, der Plumkett in Flotows Martha (den er allerdings nie an der Staatsoper sang), der Orest in Elektra sowie Papst Pius und Madruscht in Pfitzners Palestrina. Er beeindruckte auch als Fürst Gremin in Tschaikowskis Eugen Onegin.
Während seines Festengagements in Wien nahm er eine Reihe von Einladungen zu Gastspielen an. 1962 debütierte er als Sarastro am Royal Opera House Covent Garden in London (es dirigierte Otto Klemperer) und als Fasolt bei den Bayreuther Festspielen (es dirigierte Rudolf Kempe). 1963 und 1964 war er als Sarastro in der Zauberflöte bei den Salzburger Festspielen verpflichtet. Es inszenierte Otto Schenk, es dirigierte István Kertész. 1963 und 1966 gastierte er an der San Francisco Opera – als Ramphis, Sparafucile und Padre Guardiano sowie als Landgraf Hermann in Tannhäuser und als Hunding in der Walküre. 1967 gastierte er als Komtur mit der Wiener Staatsoper bei der Expo 67 in Montreal. 1968 übernahm er an der Deutschen Oper Berlin den König Marke in Tristan und Isolde.
Gegen Ende seiner Karriere sang er 1972 am Opernhaus Graz den Wotan im Rheingold.
Walter Kreppel sang unter der musikalischen Leitung zahlreicher namhafter Dirigenten, darunter Ferenc Fricsay, Eugen Jochum, Herbert von Karajan, Josef Krips, Lovro von Matačić, Dimitri Mitropoulos, Wilhelm Schüchter, Georg Solti und Horst Stein.

## Tondokumente (Auswahl)
- Das Rheingold, 1958, Wiener Philharmoniker, dirigiert von Georg Solti, mit Gustav Neidlinger (Alberich), George London (Wotan), Kirsten Flagstad (Fricka), Set Svanholm (Loge), Claire Watson (Freia), Walter Kreppel (Fasolt), Kurt Böhme (Fafner), Eberhard Waechter (Donner), Waldemar Kmentt (Froh), Jean Madeira (Erda), Paul Kuën (Mime), Ira Malaniuk (Flosshilde), Hetty Plümacher (Wellgunde), Oda Balsborg (Woglinde), Decca
- Die Zauberflöte, Salzburger Festspiele 1964, Dirigent: István Kertész. Mit Walter Kreppel (Sarastro), Walter Berry (Papageno), Pilar Lorengar (Pamina), Roberta Peters (Königin der Nacht) und Waldemar Kmentt (Tamino)
- Martha, Auszüge, Dirigent: Wilhelm Schüchter, mit Manfred Röhrl (Lord Tristan Mickleford), Rudolf Schock (Lyonel), Erika Köth (Martha), Elisabeth Steiner (Nancy), Walter Kreppel (Plumkett), Ernst Krukowski (Richter) und dem Chor der Deutschen Oper Berlin
- Der Waffenschmied
- Eugen Onegin
- Simon Boccanegra
- Die sizilianische Vesper
- Macbeth
- Don Carlos
- Der fliegende Holländer
- Die Meistersinger von Nürnberg
- Tannhäuser und der Sängerkrieg auf Wartburg